# Nikolaj Annenkov
Nikolaj Annenkov (21 settembre 1899 – Mosca, 30 settembre 1999) è stato un attore sovietico.

## Filmografia parziale

### Attore
- Gibel' Orla (1940)
- Timur i ego komanda (1940)
- Il giuramento di Timur (1942)

## Premi
- Artista onorato della RSFSR
- Artista popolare della RSFSR
- Artista del popolo dell'Unione Sovietica
- Eroe del lavoro socialista
- Ordine al merito per la Patria
- Ordine dell'Amicizia tra i popoli
- Ordine di Lenin
- Ordine della Rivoluzione d'ottobre